# Ligne 25N (Infrabel)
Pour les articles homonymes, voir Ligne 25.
La ligne 25N est une ligne du chemin de fer belge reliant la gare de Schaerbeek à celle de Malines. Elle s'inscrit dans le cadre du Projet Diabolo; c'est aussi une « ligne nouvelle » permettant d'acheminer les TGV à travers des régions trop peuplées pour une véritable ligne à grande vitesse. Près du complexe Brucargo, il y a une connexion dans les deux sens vers l'aéroport de Bruxelles-National et la ligne 36C.

## Histoire
La construction de la ligne a débuté à l'automne 2007 par la partie tangentielle à la E19. La ligne est ouverte le 7 juin 2012 et entre en service le 10 juin 2012.

Construction viaduc en 2011
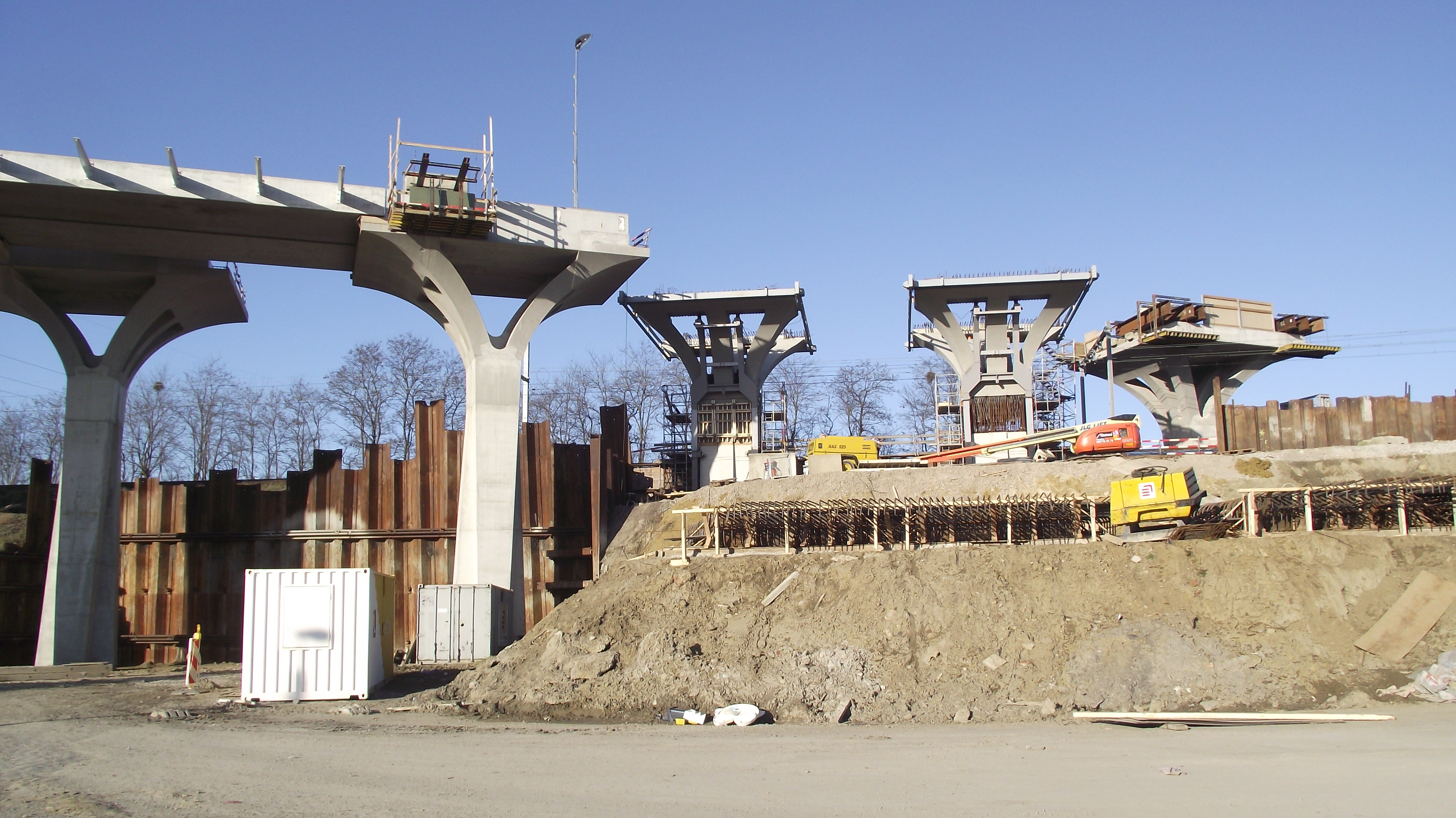
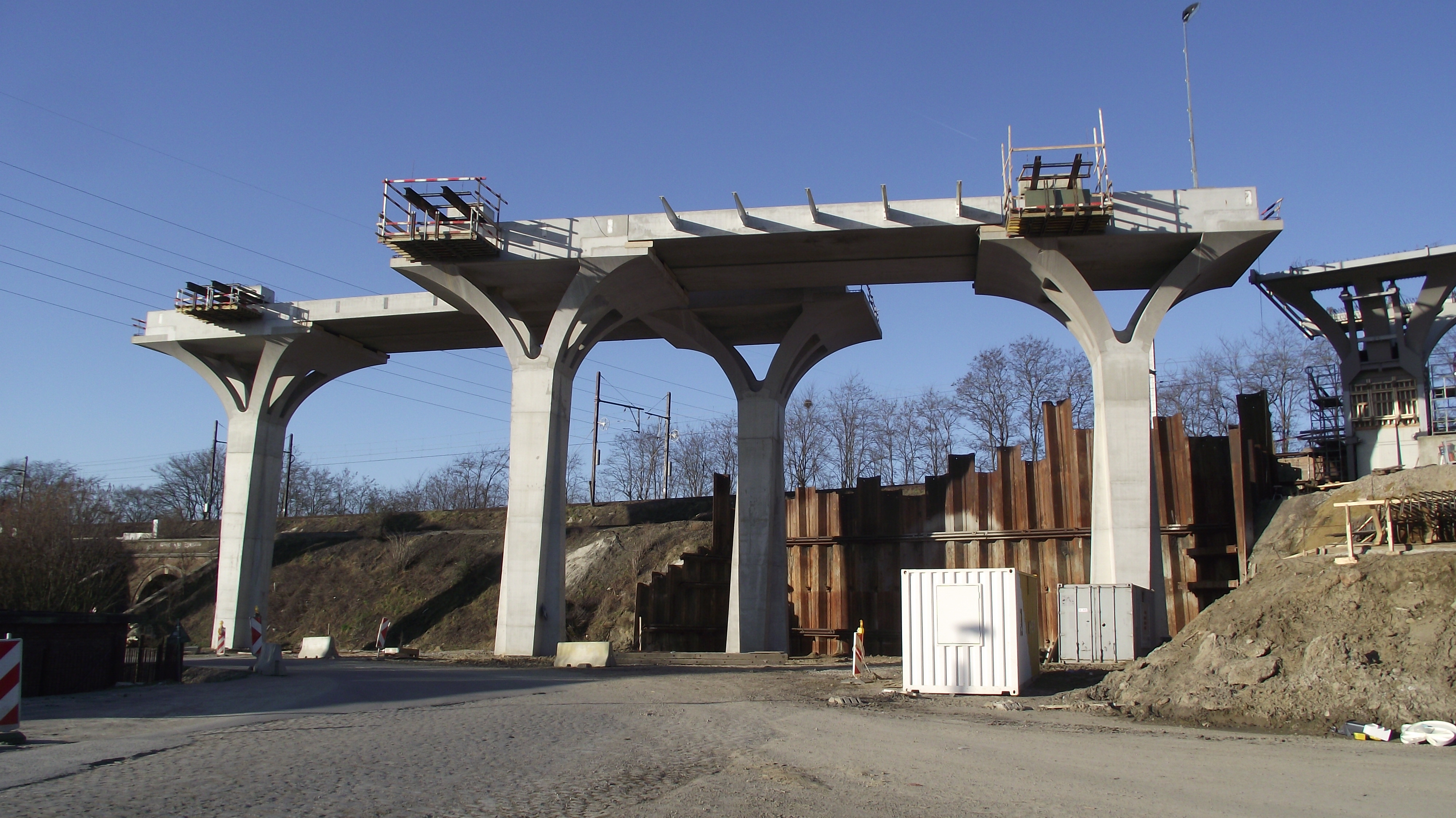
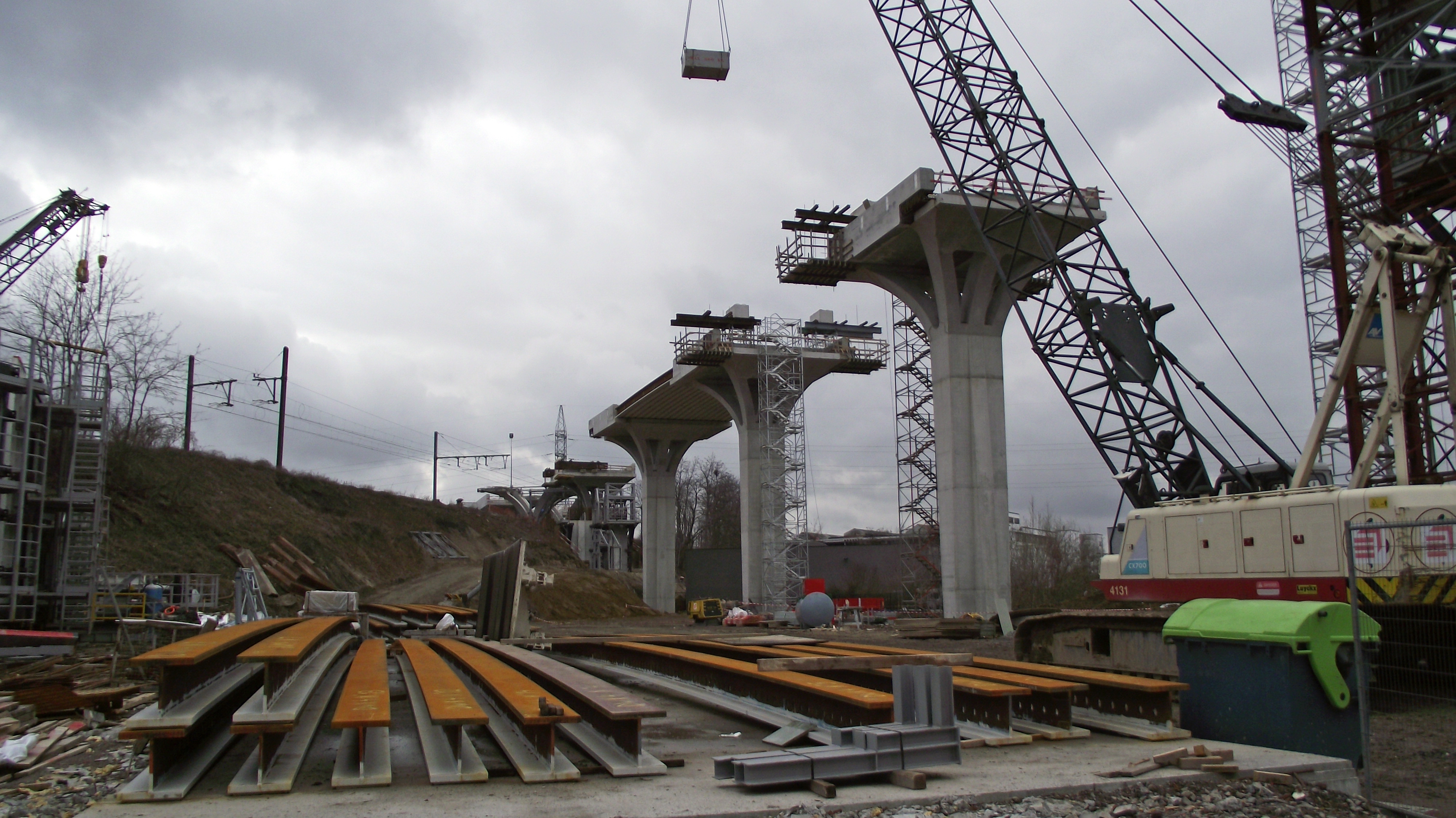

## Projets
La ligne est en cours de prolongation de manière à contourner la gare de Malines par l'est, au moins jusqu'à la gare de Malines-Nekkerspoel.